# テオドロ・バルカルセル
テオドロ・バルカルセル（Theodoro Valcárcel、1900年10月19日 - 1942年3月20日）はペルーの作曲家。
プーノ出身。プーノで初等教育を受けた後、アレキパでピアノを学んだ。1913年よりリマに移り、さらにイタリアのミラノに留学した。1916年よりスペインのバルセロナでフェリペ・ペドレルに師事した後、南アメリカに戻った。ラパス、プーナ、アレキパ、クスコで過ごした後、1920年よりリマに居住した。1928年、バレエ『サクサイワマン』が好評を博し、国家賞を受賞した。翌年にスペインで開かれたセビリア万国博覧会とバルセロナのイベロアメリカ音楽祭にペルー代表として派遣された。その際に『インカ組曲』はパリ、ベルリン、ロンドンなどヨーロッパ各地で演奏された。
1931年に帰国した後は教育省で芸術担当官として勤務し、1939年にはペルー芸術協会を創設した。代表作はバレエ『スライ・スリタ』で、1939年にパリで初演された。これは土着の民謡と五音音階から創出した独自のメロディーの12曲から成り立っている。

## 作品
- バレエ『スライ・スリタ』
- 魔法使いの踊り
- ラマの踊り
- 儀式と踊り
- インディオ・ソナタ
- 交響組曲（1939）
- 交響詩『太陽神殿の遺跡にて』（1940）